# Barrage de Machadinho
Le barrage de Machadinho est un barrage sur le fleuve Uruguay, situé dans le Sud du Brésil, à la frontière entre les États de Rio Grande do Sul et de Santa Catarina. Principalement destiné à la production hydroélectrique, sa centrale dispose d'une puissance installée de 1 140 MW.

## Localisation
Le barrage de Machadinho se situe à la limite entre les communes de Piratuba (Santa Catarina) à l'ouest et Maximiliano de Almeida (Rio Grande do Sul) à l'est, non loin de la ville de Machadinho qui lui a donné son nom. Il est construit sur le fleuve Uruguay, qui nait au confluent entre le rio Pelotas et le rio Canoas, désormais noyé sous le lac de retenue de Machadinho. Plus précisément, le barrage se trouve 1 200 m en aval du confluent du rio Inhandava (en)avec l'Uruguay.
Au site d'implantation du barrage, le débit annuel moyen du fleuve atteint 728 m3/s, drainant l'eau d'un bassin versant d'environ 32 000 km2. Le sommet du barrage atteint une altitude de 485,5 m.
Il fait partie d'un aménagement hydroélectrique en cascade du fleuve Uruguay et de ses deux tributaires, qui comprend, d'amont en aval :
- le barrage de Campos Novos (880 MW) sur le rio Canoas et le barrage de Barra Grande (708 MW) sur le rio Pelotas, tous deux livrés en 2006 ;
- le barrage de Machadinho (1 140 MW), livré en 2002 ;
- le barrage d'Itá (1 450 MW), livré en 2000 ;
- le barrage de Foz do Chapecó (es) (855 MW), livré en 2010.

## Chronologie

### Origine et développement du projet
Des études visant à évaluer le potentiel hydroélectrique du bassin du rio Uruguay ont été menées entre 1966 et 1969. Ce travail d'inventaire a été révisé et mis à jour entre 1977 et 1979 sur la base d'une conception par l'entreprise française Coyne et Bellier.

### Construction
Le barrage a été construit entre 1998 et 2002.
Au total, 7 000 personnes ont travaillé à sa construction, avec un maximum de 2 600 travailleurs présents simultanément sur le site au plus fort du chantier entre août et octobre 2000.
La construction a débuté en mars 1998. Quatre tunnels de dérivation de 16 × 14 m de section et d'une longueur variant de 333 à 628 m ont permis de détourner les eaux du fleuve du site du barrage. Leur percement a été achevé à la mi-1998, permettant le début de l'élévation du barrage.
Le permis d'exploitation de la centrale hydroélectrique a été délivré en août 2001 par l'Institut brésilien de l'environnement et des ressources naturelles renouvelables, puis renouvelé en 2007, 2011 et 2014.
Le remplissage du réservoir a débuté le 28 août 2001. La production électrique a débuté le 16 février 2002, avec la mise en service de la première turbine, puis de la deuxième le 30 avril 2002. L'ouvrage a été complètement livré le 12 juillet 2002, avec la mise en service de la troisième et dernière turbine.

### Fonctionnement ultérieur
Le fonctionnement du barrage hydroélectrique est fortement affecté par la sécheresse qui frappe le sud du Brésil en 2020. La production électrique a dû être totalement arrêtée à partir du 13 mars, du fait du niveau exceptionnellement bas du lac de retenue, à 2% seulement du volume utile. Aucune production n'a été enregistrée sur les mois d'avril et de mai. Au 30 novembre 2020, la production électrique cumulée sur l'année s'élevait à seulement 2 522 GWh, contre 4 239 GWh à la même période en 2019.

## Financement et exploitation
Le Consortium Machadinho est titulaire d'une concession renouvelable pour l'exploitation et la maintenance du barrage hydroélectrique, depuis sa livraison en 2002 jusqu'en 2032. Il s'agit d'une association d'entreprises créée en 1997, spécialement pour l'occasion. Les principaux partenaires du consortium sont CBA (en) (27,52% des parts), Alcoa (25,74 %), Engie (19,27%) et Vale (8,29%). Quatre autres entreprises comptent moins de 6% des parts chacune.
La construction du barrage et de la centrale a été financée par le biais d'une société spécialisée créée spécifiquement en 1999 par les entreprises du consortium, Machadinho Energética S.A. (depuis dissoute), qui a contracté les prêts permettant de financer les travaux. Le coût total du projet a atteint 1,15 milliard de réais, dont 340 millions provenant de capitaux propres des entreprises du consortium, le reste étant issu d'emprunts bancaires.

## Caractéristiques

### Barrage
Le barrage principal est un barrage en enrochement à masque en béton, haut de 126 m et long de 700 m. Il est épais de 330 m à sa base et 7 m à sa crête, pour un volume total d'environ 6,1 millions de m3.
Il est équipé d'un évacuateur de crue situé en rive droite, pouvant laisser passer un débit total de 35 700 m3/s, correspondant à une crue d'une période de retour de 10 000 ans. Il est principalement constitué de 8 vannes coulissantes de 16 tonnes chacune, contrôlant l'évacuation de l'eau vers une rampe en béton longue de 185 m, dont le point de départ se situe 20 mètres sous le niveau normal du barrage.
Deux petits barrages accessoires permettent de compléter le dispositif de retenue, en bloquant les fuites d'eau au niveau de deux points bas, l'un en rive gauche (Rio Grande do Sul) et l'autre en rive droite droite (Santa Catarina) du lac. Il s'agit de deux autres barrages en remblai, hauts de 22 m (rive gauche) et 31 m (rive droite) respectivement, et longs de 394 et 336 m.

### Lac de retenue
La construction du barrage de Machadinho a donné naissance à un lac de retenue vaste de 79 km2 (soit 56,7 km2 inondés, le reste correspondant à la superficie initiale du tronçon de fleuve), qui s'étend sur 10 communes des États de Rio Grande do Sul et Santa Catarina. Le niveau d'eau maximum normal atteint une altitude de 480 m, contre 465 m pour le niveau minimal permettant le fonctionnement de la centrale. Cela correspond à un volume d'eau total de 3,34 km3 et à un volume utile de 1,04 km3.

### Centrale hydroélectrique
La centrale hydroélectrique de Machadinho - Carlos Ermírio de Moraes dispose de trois turbines Francis de 380 MW chacune, totalisant une puissance installée de 1 140 MW. Elle exploite une hauteur de chute de 97 m. Le débit d'équipement de chacune des turbines est de 435 m3/s, soit un débit d'équipement total de 1 305 m3/s. L'eau est acheminée à la centrale via trois conduites forcées indépendantes (une par groupe de production), longues de 106 m et d'un diamètre de 8 mètres. Le bâtiment de la centrale électrique mesure 73 mètres de haut, 130 m de long et 37,5 m de large.
Sa production électrique moyenne s'élève à 4 634 GWh/an, soit une production instantanée moyenne annuelle de 529 MW, correspondant à un facteur de charge de 46,4%. D'après son exploitant Consórcio Machadinho, la production électrique de la centrale équivaut à 37% de la consommation électrique de l'État de Santa Catarina, ou à 23% de celle du Rio Grande do Sul.
Depuis 2007, Consórcio Machadinho organise des visites de la centrale, qui a reçu environ 80 000 visiteurs entre 2007 et 2018.

## Impacts

### Compensations économiques
Conformément à la règlementation fédérale sur la Compensation financière pour l'utilisation des ressources en eau (CFURH), l'exploitant du barrage verse chaque mois des indemnités pour la perte des surfaces agricoles englouties par le barrage. Ainsi, en septembre 2020, les 10 communes impactées ont perçu un total de 1,6 million de R$, et les deux États concernés 663 000 R$.